# Ecuadattus
Ecuadattus Zhang & Maddison, 2012 è un genere di ragni appartenente alla famiglia Salticidae.

## Distribuzione
Le 4 specie note sono state reperite in Ecuador.

## Tassonomia
Per la descrizione delle caratteristiche di questo genere sono stati esaminati gli esemplari tipo di E. typicus Zhang & Maddison, 2012.
Non sono stati esaminati esemplari di questo genere dal 2017.
Attualmente, a febbraio 2022, si compone di 4 specie:
1. Ecuadattus elongatus Zhang & Maddison, 2012 — Ecuador
2. Ecuadattus napoensis Zhang & Maddison, 2012 — Ecuador
3. Ecuadattus pichincha Zhang & Maddison, 2012 — Ecuador
4. Ecuadattus typicus Zhang & Maddison, 2012[2] — Ecuador